# Ausbildungszentrum Uboote
Das Ausbildungszentrum Uboote (AZU) ist eine Ausbildungseinrichtung der Deutschen Marine in Eckernförde (Marinestützpunkt Eckernförde) mit einer Außenstelle auf Fehmarn (Marineküstenstation Marienleuchte).

## Aufgabe
Die Aufgabe des Ausbildungszentrum Uboote ist die Individualausbildung von Marinesoldaten zu U-Boot-Fahrern sowie die Teamausbildung der Bootsbesatzung.

## Geschichte
Das Ausbildungszentrum Uboote (AZU) wurde am 1. August 1959 unter der Bezeichnung Ubootlehrgruppe (ULG) in Eckernförde aufgestellt und am 31. August 1960 nach Neustadt in Holstein verlegt. Die ULG unterstand zunächst wie das 1. UG dem Kommando der Amphibischen Streitkräfte und wurde ebenfalls am 1. November 1962 dem Kommando der Uboote unterstellt. Die ULG verfügte anfangs über einen eigenen Fahrzeugbestand. Dazu gehörten neben Sicherungsbooten und Schleppern die Uboote Hai und Hecht (Klasse 240), zeitweise U 3 (Klasse 201) und von 1969 bis 1974 U 4 bis U 8 (Klasse 205). In Neustadt wurden außerdem Landanlagen zur U-Boot-Ausbildung eingerichtet, darunter zwei Tauchtöpfe um den Ausstieg aus einem U-Boot unter Wasser zu üben. Der 1977 fertiggestellte Tieftauchtopf hat eine Wassertiefe von 33,5 m.
Am 31. August 1989 wurde die Ubootlehrgruppe in das Ausbildungszentrum Uboote umgewandelt und verlegte nach Eckernförde. Dabei blieben die Tauchtöpfe und andere Landanlagen als Außenstelle in Neustadt. Zum 31. Dezember 2000 wurde das AZU in den Stab Ubootflottille integriert und war keine eigenständige Dienststelle mehr.
Bei der Auflösung der Ubootflottille und des 3. Uboot Geschwader (3. UG) zum 30. Juni 2006, übernahm das AZU die Flottendienstboote, das Hydroakustische Analysezentrum der Marine (HAM) und die Marineunterwasserortungsstelle (MUWOSt) auf Fehmarn (Marineküstenstation Marienleuchte) und führt damit die wesentlichen Aufklärungsmittel der Marine. Gleichzeitig wurde das AZU wieder eine eigenständige Dienststelle auf der Bataillonsebene, die der Einsatzflottille 1 unterstellt war.
Im Rahmen der Neuausrichtung der Bundeswehr wurde am 29. August 2013 das Ausbildungszentrum Uboote (AZU) dem 1. Ubootgeschwader unterstellt.

## Kommandeure (Auswahl)
- Fregattenkapitän Reinhart Reche (m.W.d.F.b.): von der Aufstellung bis Januar 1961
- Fregattenkapitän Gustav-Adolf Janssen: von Januar 1961 bis Januar 1964
- Korvettenkapitän Günther Wiechering: von Januar 1964 bis Juli 1965
- Korvettenkapitän/Fregattenkapitän Hans-Gert Mahrholz: von Juli 1965 bis September 1968
- Fregattenkapitän Hermann Knaup: von Oktober 1968 bis September 1971
- Fregattenkapitän Gunter Bringewat: von Oktober 1971 bis September 1981
- Fregattenkapitän Günther Hartmann: von Oktober 1981 bis 1986
- Fregattenkapitän K. Lüssow: 1986/87
- Fregattenkapitän G. Bruch: 1988/89
- Fregattenkapitän Andreas Krause: von 1996 bis 1999
- Fregattenkapitän Volker Brasen: von 2006 bis 2009
- Fregattenkapitän Christian Faust: von 2009 bis 2011
- Fregattenkapitän Richard Kesten: 2011/12
- Fregattenkapitän Jens Grimm: ab 2012, ab 2013 auch Kommandeur des 1. Ubootgeschwaders